# 오항동맹

오항동맹(五港同盟, the Confederation of Cinque Ports 컨페더레이션 오브 싱크포츠[*])은 잉글랜드 동남부 켄트주와 서식스 주 일대의 항구도시들이 군사 및 무역 면에서 상생하기 위해 결성한 동맹이다. 현재까지 이어지고 있지만 오늘날은 순전히 의식적인 기능만 수행하고 있다.
오항동맹이라는 이름은 동맹의 주축이 헤이스팅스, 뉴롬니, 하이드, 도버, 샌드위치의 다섯 항구였기 때문에 붙은 이름으로, "싱크포츠"라는 낱말 자체는 노르만어로 "다섯 항구들"이라는 뜻이다. 뉴롬니가 폭풍과 모래톱 누적으로 쇠락하자 라이가 뉴롬니의 자리를 대신했다.
상기 다섯 주축항 외에 두 개의 고대읍성(ancient towns; 라이와 윈첼시)이 있었고, 다섯 주축항과 두 고대읍성에 각각 하나씩 딸린 부속도시들인 일곱 수족(limbs)이 있었다. 그 외에 23여 읍성 및 촌락들이 더 연결되어 총 40여 개에 가까운 거주지가 동맹하였다.
12세기 이후 잉글랜드 중앙정부에서 오항총독경이라는 관리를 파견하여 이 일대를 관할케 했다.

## 같이 보기
- 한자 동맹